# Billigungsklausel
Die Billigungsklausel ist ein Begriff aus dem Versicherungsvertragsrecht. Sie kommt zum Tragen, wenn die vom Versicherer ausgestellte Versicherungspolice nicht dem gestellten Antrag des Versicherungsnehmers entspricht.
Die Billigungsklausel ist in § 5 des Versicherungsvertragsgesetzes (VVG)  geregelt. Sie unterstellt das Einverständnis des Versicherungsnehmers damit, dass die Versicherungspolice inhaltlich vom Antrag abweicht. Es handelt sich um eine Spezialregelung, denn nach allgemeinen Grundsätzen gilt eine vom Antrag abweichende Annahme als neues Angebot (§ 150 Abs. 2 BGB), das seinerseits erst wieder angenommen werden muss. Nach der Regelung des VVG jedoch gilt die Abweichung (Fiktion einer Annahmeerklärung) als genehmigt, wenn der Versicherungsnehmer nicht innerhalb eines Monats nach Erhalt der Police schriftlich widerspricht. Es handelt sich dabei um einen der Ausnahmefälle einer Willenserklärung durch Schweigen (Annahme eines Angebots). 
Ist die Abweichung unerheblich und wird der Versicherungsnehmer günstiger gestellt, als im Antrag vorgesehen, so wird der Vertragsinhalt auch wirksam, wenn kein Widerspruch durch den Versicherungsnehmer erfolgt ist und auf die Vertragsänderung seitens des eindeckenden Versicherers hingewiesen worden ist, § 5 VVG.
Weist der Versicherer nicht auf die Rechtsfolgen oder Abweichungen hin, wird allein der Antragsinhalt Vertragsgrundlage.